# Giosafat Barbaro
Giosafat Barbaro (1413. – 1494.) bio je mletački diplomat, trgovac i istraživač. 
Barbaro je u početku bio mletački konzul u Azovu, a nakon toga namjesnik u Albaniji. U rujnu 1472. Barbaro je bio zadužen za diplomatsku misiju kod Uzun Hasana u Tabrizu, koju je odradio do 18. veljače 1473.
Njegovo djelo Putovanje u Tanais, Perziju, Indiju i Konstantinopol bilo je sastavni dio  Kolekcije putovanja od autora Giovanne Baptista Ramusio.

## Poveznice
- Marko Polo
- Odorik iz Pordenone

## Vanjske poveznice
- Travels of Josaphat Barbaro, Ambassador from Venice to Tanna